# Triage optique
Le triage optique (parfois appelé tri numérique) est le processus automatisé de triage de produits solides à l’aide de caméras et/ou de lasers.

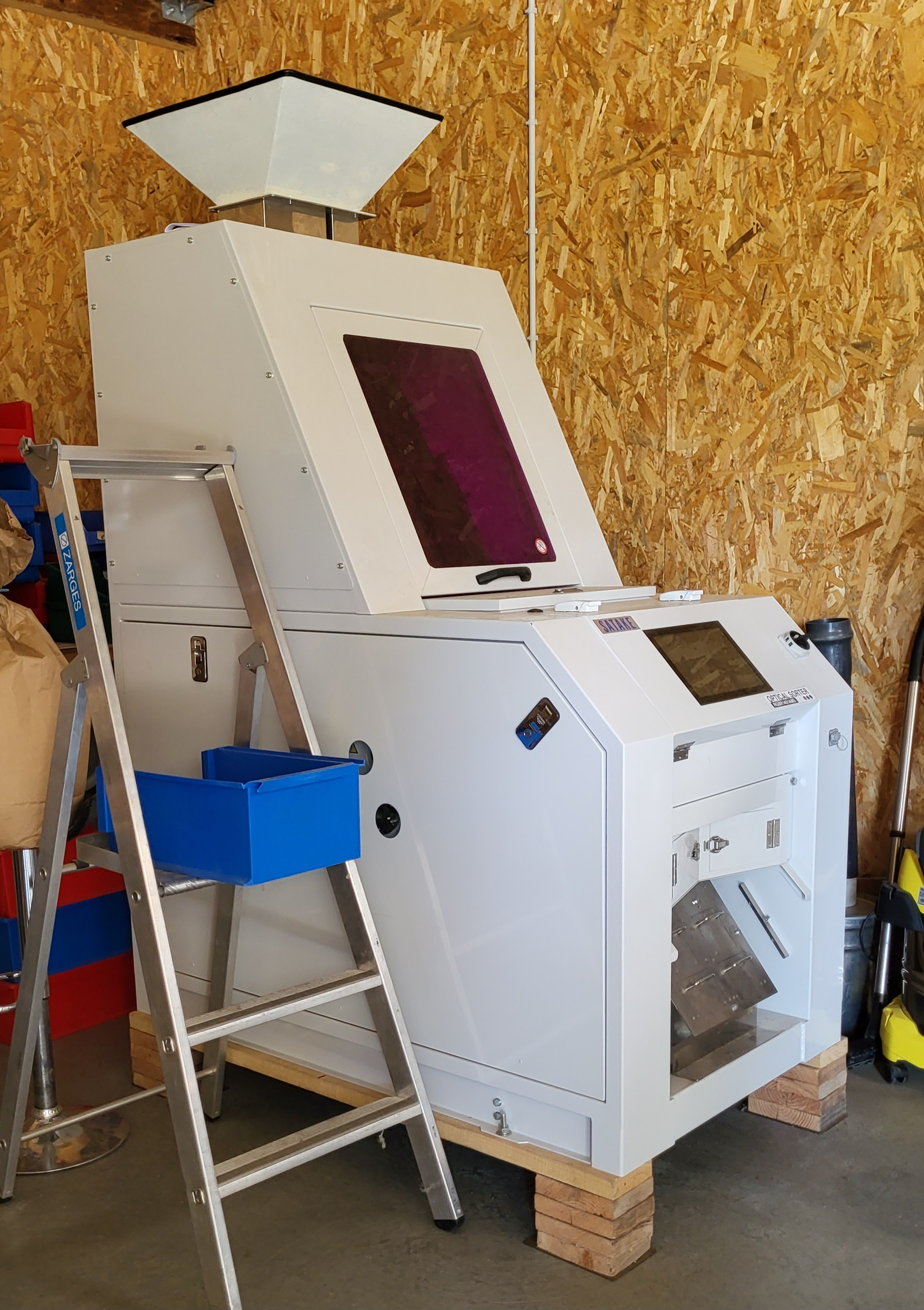
Trieuse optique pour semences potagères

En fonction des types de capteurs utilisés et de l’intelligence logicielle du système de traitement d’image, les trieurs optiques peuvent reconnaître la couleur, la taille, la forme, les propriétés structurelles et la composition chimique d’un objet. Le trieur compare les objets à des critères d’acceptation/rejet définis par l’utilisateur afin d’identifier et de retirer les produits défectueux et les matières étrangères de la ligne de production, de séparer les produits de différentes qualités ou de types de matériaux qui les constituent.
Les trieuses optiques sont largement utilisées dans l’industrie alimentaire dans le monde entier, en particulier pour le traitement des aliments récoltés tels que les pommes de terre, les fruits, les légumes, les graines et semences où elles permettent une inspection non destructive à plein volume de production. La technologie est également utilisée dans la fabrication de produits pharmaceutiques , le traitement du tabac, le recyclage des déchets et d’autres industries. Par rapport au tri manuel, qui est subjectif et incohérent, le triage optique permet d’améliorer la qualité des produits, de maximiser le débit et d’augmenter les rendements tout en réduisant les coûts de main-d’œuvre.

## Histoire
Le triage optique est une idée qui est née de la volonté d’automatiser le tri industriel des produits agricoles comme les fruits et légumes. Avant la conception de la technologie de trieurs optiques automatisés dans les années 1930, des entreprises comme Unitec produisaient des machines en bois pour aider au tri mécanique de la transformation des fruits. En 1931, une société connue sous le nom de « Electric Sorting Company » a été constituée et a commencé à créer les premières trieuses selon la couleur au monde, qui ont été installées et utilisées dans l’industrie du haricot du Michigan en 1932. En 1937, la technologie de tri optique avait progressé pour permettre des systèmes basés sur un principe de sélection bicolore. Les décennies suivantes ont vu l’installation de nouveaux mécanismes de tri améliorés, tels que des systèmes d’alimentation par gravité et la mise en œuvre du tri optique dans davantage d’industries agricoles.
À la fin des années 1960, le tri optique a commencé à être mis en œuvre dans de nouvelles industries au-delà de l’agriculture, comme le tri des métaux ferreux et non ferreux. Dans les années 1990, le tri optique était largement utilisé dans le tri des déchets solides.
Avec la grande révolution technologique qui s’est produite à la fin des années 1990 et au début des années 2000, les trieurs optiques ont été rendus plus efficaces grâce à la mise en œuvre de nouveaux capteurs optiques, tels que les caméras CCD, UV et IR. Aujourd’hui, le tri optique est utilisé dans une grande variété d’industries et, en tant que tel, est mis en œuvre avec une sélection variable de mécanismes pour aider à la tâche de ce trieur spécifique.

## Le système de tri

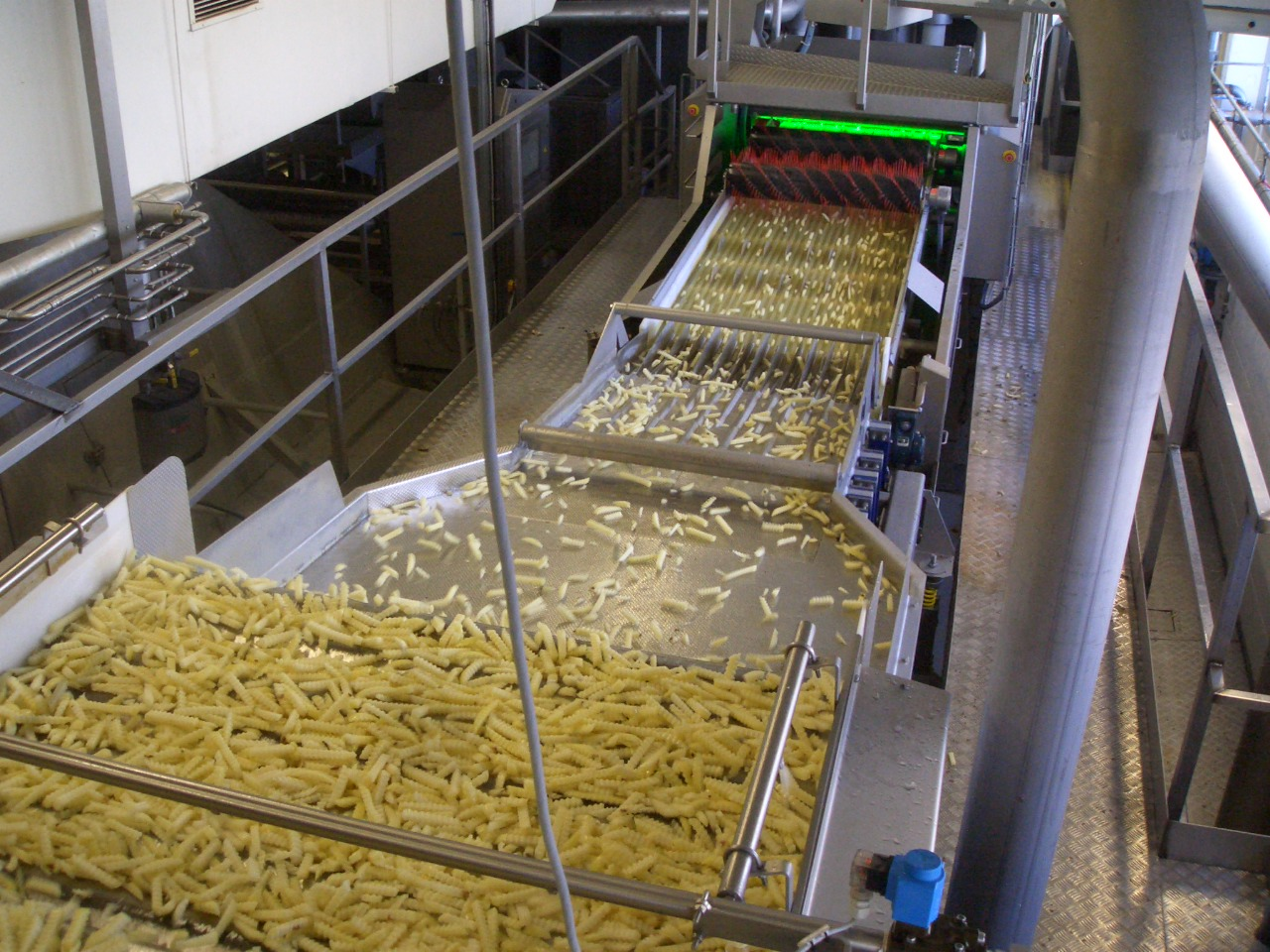
Le tri optique permet d’effectuer une inspection non destructive à 100 % en ligne à plein volume de production.

En général, les trieuses optiques comportent quatre composants principaux : le système d’alimentation, le système optique, le logiciel de traitement d’image et le système de séparation. L’objectif du système d’alimentation est de répartir les produits en une monocouche uniforme afin que les produits soient présentés au système optique de manière uniforme, sans grumeaux, à une vitesse constante. Le système optique comprend des lumières et des capteurs logés au-dessus et/ou au-dessous du flux des objets à inspecter. Le système de traitement d’image compare les objets à des seuils d’acceptation/rejet définis par l’utilisateur pour classer les objets et actionner le système de séparation. Le système de séparation – généralement de l’air comprimé pour les petits produits et des dispositifs mécaniques pour les produits plus gros, comme les pommes de terre entières – localise les objets lorsqu’ils sont dans l’air et dévie les objets pour les retirer dans une goulotte de rejet pendant que le bon produit poursuit sa trajectoire normale.
La trieuse idéale à utiliser dépend de l’application. Par conséquent, les caractéristiques du produit et les objectifs de l’utilisateur sont pris en compte pour le choix des capteurs, des capacités logicielles et de la plate-forme mécanique les mieux adaptés.

## Capteurs
Les trieurs optiques nécessitent une combinaison de lumières et de capteurs pour éclairer et capter des images des objets afin que les images puissent être traitées. Les images traitées détermineront si le matériel doit être accepté ou rejeté.

Il existe des trieurs à caméra, des trieurs laser et des trieurs qui présentent une combinaison des deux sur une seule plate-forme. Les lumières, les caméras, les lasers et les capteurs laser peuvent être conçus pour fonctionner dans les longueurs d’onde de la lumière visible ainsi que dans les spectres infrarouge (IR) et ultraviolet (UV). Les longueurs d’onde optimales pour chaque application maximisent le contraste entre les objets à séparer. Les caméras et les capteurs laser peuvent différer en termes de résolution spatiale, avec des résolutions plus élevées permettant au trieur de détecter et d’éliminer les petits défauts. 

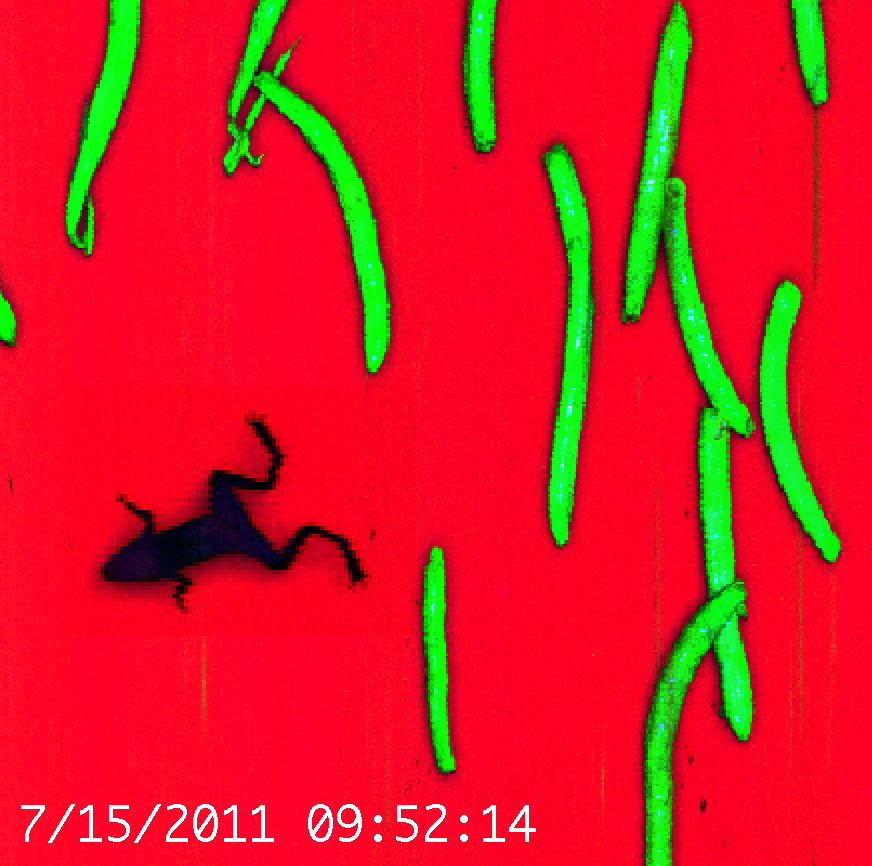
Le tri des formes permet de détecter les défauts de même couleur et les corps étrangers

### Caméras
Les caméras monochromatiques détectent les nuances de gris du noir au blanc et peuvent être efficaces pour trier les produits présentant des défauts à fort contraste.
Les caméras couleur sophistiquées avec une résolution de couleur élevée sont capables de détecter des millions de couleurs pour mieux distinguer les défauts de couleur plus subtils. Les caméras couleur trichromatiques (également appelées caméras à trois canaux) divisent la lumière en trois bandes, qui peuvent inclure le rouge, le vert et/ou le bleu dans le spectre visible ainsi que l’IR et l’UV.
Couplées à un logiciel intelligent, les trieuses équipées de caméras sont capables de reconnaître la couleur, la taille et la forme de chaque objet ; ainsi que la couleur, la taille, la forme et l’emplacement d’un défaut sur un produit. Certains trieurs intelligents permettent même à l’utilisateur de définir un produit défectueux en fonction de la surface défectueuse totale d’un objet donné.

### Lasers
Alors que les caméras capturent des informations sur les produits en se basant principalement sur la réflectance du matériau, les lasers et leurs capteurs sont capables de distinguer les propriétés structurelles d’un matériau ainsi que sa couleur. Cette inspection des propriétés structurelles permet aux lasers de détecter une large gamme de matières étrangères organiques et inorganiques telles que les insectes, le verre, le métal, les bâtons, les roches et le plastique ; même s’ils sont de la même couleur que le bon produit.
Les lasers peuvent être conçus pour fonctionner dans des longueurs d’onde spécifiques de la lumière ; que ce soit sur le spectre visible ou au-delà. Par exemple, les lasers peuvent détecter la chlorophylle en stimulant la fluorescence à l’aide de longueurs d’onde spécifiques ; qui est un processus très efficace pour éliminer les matières étrangères des légumes verts.

### Combinaisons caméra/laser
Les trieurs équipés de caméras et de lasers sur une seule plate-forme sont généralement capables d’identifier la plus grande variété d’attributs. Les caméras sont souvent plus aptes à reconnaître la couleur, la taille et la forme, tandis que les capteurs laser identifient les différences de propriétés structurelles afin de maximiser la détection et l’élimination des corps étrangers.

### Imagerie hyperspectrale
Poussée par la nécessité de résoudre des problèmes de tri auparavant impossibles, une nouvelle génération de trieurs dotés de systèmes d’imagerie multispectrale et hyperspectrale est en cours de développement.
Comme les caméras trichromatiques, les caméras multispectrales et hyperspectrales collectent des données à partir du spectre électromagnétique. Contrairement aux caméras trichromatiques, qui divisent la lumière en trois bandes, les systèmes hyperspectraux peuvent diviser la lumière en centaines de bandes étroites sur une plage continue qui couvre une grande partie du spectre électromagnétique. Par rapport aux trois points de données par pixel collectés par les caméras trichromatiques, les caméras hyperspectrales peuvent collecter des centaines de points de données par pixel, qui sont combinés pour créer une signature spectrale unique (également appelée empreinte digitale) pour chaque objet. Lorsqu’il est complété par une intelligence logicielle performante, un trieur hyperspectral traite ces empreintes digitales pour permettre le tri sur la composition chimique du produit. Il s’agit d’un domaine émergent de la chimiométrie.

## Intelligence pilotée par logiciel
Une fois que les capteurs ont capturé la réponse de l’objet à la source d’énergie, le traitement d’image est utilisé pour manipuler les données brutes. Le traitement d’image extrait et catégorise les informations sur des caractéristiques spécifiques. L’utilisateur définit ensuite des seuils d’acceptation/rejet qui sont utilisés pour déterminer ce qui est bon et mauvais dans le flux de données brutes. L’art et la science du traitement d’images résident dans le développement d’algorithmes qui maximisent l’efficacité de la trieuse tout en présentant une solution de simplification.
La reconnaissance basée sur les objets est un exemple classique d’intelligence pilotée par logiciel. Il permet à l’utilisateur de définir un produit défectueux en fonction de l’emplacement d’un défaut sur le produit et/ou de la surface défectueuse totale d’un objet. Il offre plus de contrôle dans la définition d’une gamme plus large de produits défectueux. Lorsqu’il est utilisé pour contrôler le système d’éjection de la trieuse, il peut améliorer la précision de l’éjection des produits défectueux. Cela permet d’améliorer la qualité du produit et d’augmenter les rendements.
De nouvelles fonctionnalités logicielles sont constamment développées pour répondre aux besoins spécifiques de diverses applications. Au fur et à mesure que le matériel informatique devient plus puissant, de nouvelles avancées logicielles deviennent possibles. Certaines de ces avancées améliorent l’efficacité des trieurs pour obtenir de meilleurs résultats, tandis que d’autres permettent de prendre des décisions de tri complètement nouvelles.

## Plate-forme
Les considérations qui déterminent la plate-forme idéale pour une application spécifique comprennent la nature du produit – grand ou petit, humide ou sec, fragile ou incassable, rond ou facile à stabiliser – et les objectifs de l’utilisateur. En général, des produits plus petits qu’un grain de riz et aussi gros que des pommes de terre entières peuvent être triés. Les débits vont de moins de 2 tonnes de produit par heure sur les trieuses de faible capacité à plus de 35 tonnes de produit par heure sur les trieuses de grande capacité.

### Trieurs de canaux
Les trieurs optiques les plus simples sont les trieurs à canaux, un type de trieur de couleurs qui peut être efficace pour les produits petits, durs et secs avec une taille et une forme constantes ; comme le riz et les semences. Pour ces produits, les trieurs à canaux offrent une solution abordable et une facilité d’utilisation avec un faible encombrement. Les trieurs de canaux sont équipés de caméras monochromatiques ou couleur et éliminent les défauts et les corps étrangers en fonction uniquement des différences de couleur.
Pour les produits qui ne peuvent pas être manipulés par un trieur à canal – tels que les produits mous, humides ou non homogènes – et pour les transformateurs qui souhaitent plus de contrôle sur la qualité de leur produit, les trieurs en chute libre (également appelés trieurs en cascade ou par gravité), alimentés par goulotte, trieurs ou trieurs à bande sont mieux adaptés. Ces trieuses plus sophistiquées sont souvent équipées de caméras et/ou de lasers avancés qui, lorsqu’ils sont complétés par une intelligence logicielle performante, détectent la taille, la forme, la couleur, les propriétés structurelles et les caractéristiques structurelles des objets.

### Trieurs à chute libre et à goulotte
Les trieurs à chute libre inspectent le produit dans l’air pendant la chute libre et les trieurs alimentés par goulotte stabilisent le produit sur une goulotte avant l’inspection dans l’air. Les principaux avantages des trieurs à chute libre et à goulotte, par rapport aux trieurs à bande, sont un prix inférieur et un entretien réduit. Ces trieuses sont souvent les plus adaptées aux noix et aux baies, aux semences ainsi qu’aux fruits surgelés et secs, aux légumes, aux lanières de pommes de terre et aux fruits de mer, en plus des applications de recyclage des déchets qui nécessitent des débits de volume moyen.

### Trieurs à bande

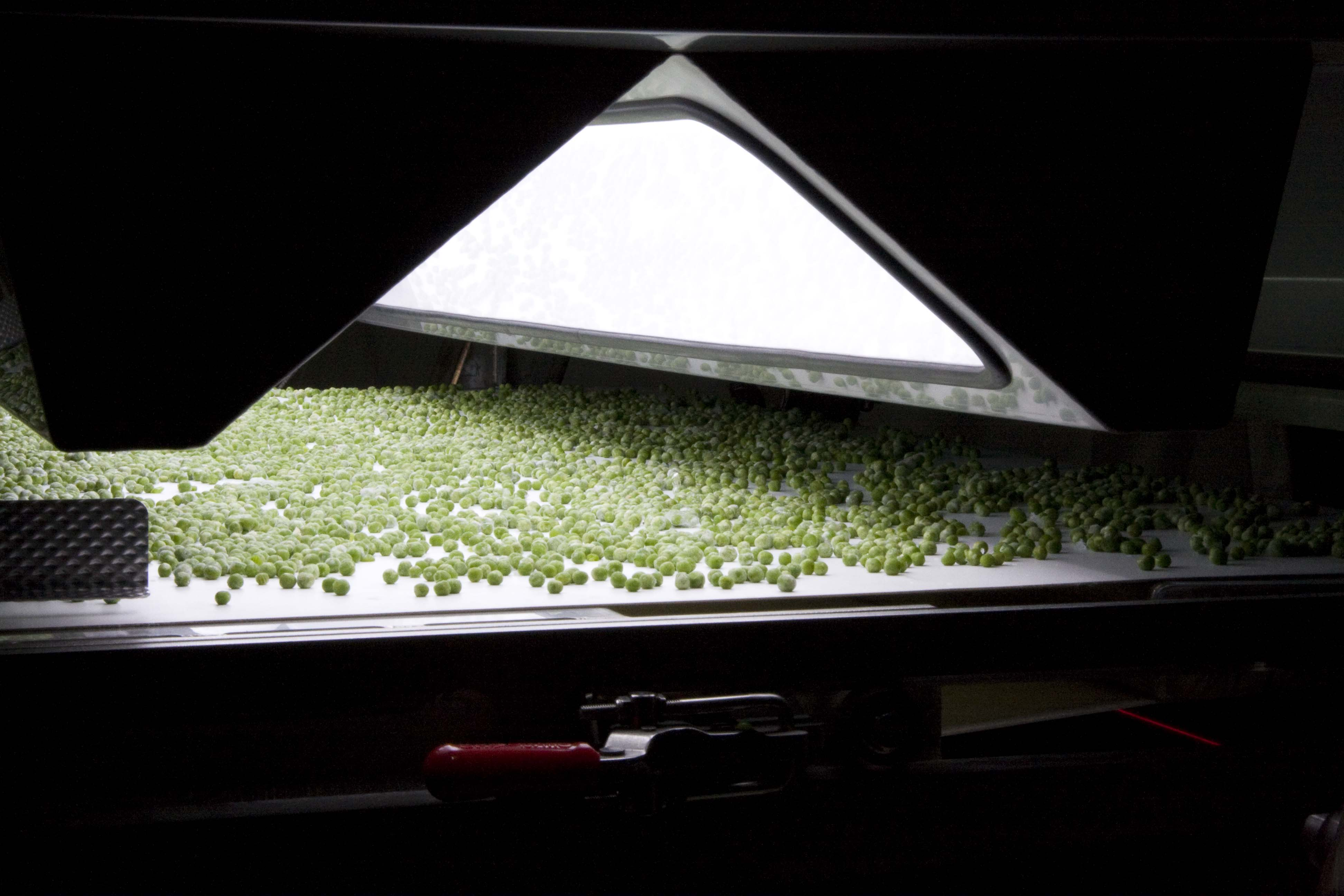
Les trieurs optiques peuvent fonctionner dans les longueurs d’onde de la lumière visible ainsi que dans les spectres IR et UV

Les plates-formes de tri à bande sont souvent préférées pour les applications de plus grande capacité telles que les légumes et les produits de pommes de terre avant la mise en conserve, la congélation ou le séchage. Les produits sont souvent stabilisés sur une bande transporteuse avant l’inspection. Certains trieurs à bande inspectent les produits au-dessus de la bande, tandis que d’autres trieurs envoient également les produits hors de la bande pour une inspection dans l’air. Ces trieurs peuvent être conçus pour réaliser un tri traditionnel à deux voies ou à trois voies si deux systèmes d’éjection avec trois flux de sortie sont équipés.

### Systèmes ADR
Un cinquième type de plate-forme de tri, appelé système automatisé d’élimination des défauts (ADR), est spécifiquement destiné aux lanières de pommes de terre (frites). Contrairement à d’autres trieurs qui éjectent les produits présentant des défauts de la ligne de production, les systèmes ADR identifient les défauts et les éliminent réellement des bandes. La combinaison d’un système ADR suivi d’une calibreuse mécanique est un autre type de système de tri optique car il utilise des capteurs optiques pour identifier et éliminer les défauts.

### Systèmes d’inspection à file unique
Les plates-formes décrites ci-dessus fonctionnent toutes avec des matériaux en vrac ; ce qui signifie qu’ils n’ont pas besoin que les matériaux soient alignés pour être inspectés. En revanche, un sixième type de plate-forme, utilisé dans l’industrie pharmaceutique, est un système d’inspection optique à file unique. Ces trieuses sont efficaces pour éliminer les corps étrangers en fonction des différences de taille, de forme et de couleur. Elles ne sont pas aussi courantes que les autres plates-formes en raison d’une efficacité réduite.

### Niveleuses mécaniques
Pour les produits qui ne nécessitent qu’un tri par taille, des systèmes de calibrage mécaniques sont utilisés car les capteurs et les logiciels de traitement d’image ne sont pas nécessaires. Ces systèmes de classement mécaniques sont parfois appelés systèmes de tri, mais ne doivent pas être confondus avec les trieurs optiques dotés de capteurs et de systèmes de traitement d’image.

## Utilisation pratique

### Déchets et recyclage
Les machines de tri optique peuvent être utilisées pour identifier et éliminer les déchets de fabrication, tels que les métaux, les cloisons sèches, le carton et divers plastiques. Dans l’industrie métallurgique, les machines de tri optique sont utilisées pour éliminer les plastiques, le verre, le bois et d’autres métaux inutiles. L’industrie du plastique utilise des machines de tri optique pour éliminer non seulement divers matériaux comme ceux énumérés, mais aussi différents types de plastiques. Les machines de tri optique éliminent différents types de plastiques en distinguant les types de résine. Les types de résine que les machines de tri optique peuvent identifier sont : HDPE, PVC, PLA, PE et autres.
Le tri optique facilite également le recyclage puisque les matériaux mis au rebut sont stockés dans des bacs. Une fois qu’un bac est rempli d’un matériau donné, il peut être envoyé à l’installation de recyclage appropriée. La capacité des machines de tri optique à distinguer les types de résine facilite également le processus de recyclage du plastique, car différentes méthodes sont utilisées pour chaque type de plastique.

### Nourriture et boisson
Dans l’industrie du café, les machines de tri optique sont utilisées pour identifier et éliminer les grains de café défectueux, notamment ceux qui contiennent principalement des glucides et des sucres. Un étalonnage plus précis permet de réduire le nombre total de produits défectueux. Some coffee companies like Counter Culture use these machines in addition to pre-existing sorting methods in order to create a better tasting cup of coffee. One limitation is that someone has to program these machines by hand to identify defective products.
Cependant, cette technique ne se limite pas aux grains de café ; Les produits alimentaires tels que les graines de moutarde, les fruits, le blé et le chanvre peuvent tous être traités par des machines de tri optiques.
Dans le processus de fabrication du vin, les raisins et les baies sont triés comme des grains de café.Le tri des raisins est utilisé pour s’assurer qu’aucune partie non mûre/verte de la plante n’est impliquée dans le processus de vinification. Dans le passé, le tri manuel via des tables de tri était utilisé pour séparer les raisins défectueux des raisins en bon état. Aujourd’hui, la récolte mécanique offre un taux d’efficacité plus élevé que le tri manuel. <r À différents points de la ligne, les matériaux sont triés à l’aide de plusieurs machines de tri optique. Chaque machine est à la recherche de différents matériaux de formes et de tailles différentes.
Les baies ou les raisins peuvent ensuite être triés à l’aide d’une caméra, d’un laser ou d’une forme de technologie LED en ce qui concerne la forme du fruit donné. La machine de tri élimine ensuite tous les éléments inutiles,.